# 离休
离职休养，简称“离休”，是中华人民共和国一种特有的人事制度与社会保障措施，对符合资格的干部退出工作岗位后，享有原薪与相应的政治、医疗待遇。离休干部的界定范围为“对建国前参加中国共产党所领导的革命战争，脱产享受供给制度待遇的和从事地下革命工作的老干部，达到离职休养年龄”。

## 历史
1958年6月4日中共中央颁布《关于安排一部分老干部担任各种荣誉职务的通知》，“1942年以前参加革命工作的县委部长以上的干部(包括地专以上机关科长以上的干部及事业、企业中担负相当职务的干部)，或者是1945年以前参加革命工作的营级以上的军队干部，对党忠实，思想健康，在群众中或党员中有一定影响的”，“一律保留原工资”，“党的组织应该关心这些干部的政治生活，使他们能够象过去一样地看到党的文件，并且经常参加党的组织生活。在听报告、观礼等方面也应该对他们适当地加以照顾。”“第二次国内革命战争期间及在这以前参加革命的老同志，现在做县委部长以下的工作，思想作风较好，但是因年老体衰担负实际工作确有困难的，可以采取调离现任工作、工资照发、长期供养的办法来处理。”
1963年10月，中华人民共和国内务部《关于符合长期供养条件人员退休时其退休费标准问题的通知》：“国家机关和事业单位的工作人员中，根据一九五八年六月四日中共中央“关于安排一部分老干部担任各种荣誉职务的通知”第六条规定，作长期供养的人员，如果本人自愿回原籍居住，可以办理退休手续，退休费一律按照本人工资的百分之百发给。退休费的支付，公费医疗待遇及其他生活待遇，均照退休人员的有关规定办理。特此通知。”
1963年12月，中央书记处会议决定：中央机关正副部长和省委书记、候补书记一级领导干部，凡年老体衰或长期患病而不能担任领导工作的，应当调离现职，采取离职休养、退休、担任荣誉职务等办法。离职后，原来一切政治、生活待遇不变。
1978年国务院颁布《关于安置老弱病残干部的暂行办法》，1978年5月24日第五届全国人民代表大会常务委员会第二次会议原则批准。 第三条规定：“对于丧失工作能力，一九四九年九月底以前参加革命工作的地委正副书记、行政公署正副专员及相当职务以上的干部；一九四二年底以前参加革命工作的县委正副书记、革命委员会正副主任及相当职务的干部；一九三七年七月七日以前参加革命工作的干部，可以离职休养，工资照发。”“离休干部的住房，就地安置的，由原单位负责解决；回原籍或到其他地区安置的，由接受安置的地区负责解决。确需修缮、扩建或新建住房的，由接受安置的省、市、自治区列入基建计划统一解决。”
1978年12月29日，《中共中央组织部关于加强老干部工作的几点意见的通知》（〔78〕组通字40号）中指出：老干部因年龄和身体关系不继续担任实质性工作的时候，其原有的政治待遇不变。要按照规定，组织他们看文件，听报告，参加必要的会议和节日活动。要根据具体情况，参加必要的会议和节日活动。要适当组织老干部参观访问。要建立和坚持在春节等节日期间看望老干部、召开座谈会、征求意见的制度。
1980年10月7日国务院关于公布《国务院关于老干部离职休养的暂行规定》的通知（国发〔1980〕253号）“《国务院关于老干部离职休养的暂行规定》，已经1980年9月29日第五届全国人民代表大会常务委员会第十六次会议通过，现予公布施行。”

第一条  第一、二次国内革命战争时期参加革命工作的干部,抗日战争时期参加革命工作的副县长及相当职务或行政十八级以上的干部,建国以前参加革命工作的行政公署副专员及相当职务或行政十四级以上的干部, 年老体弱、不能坚持正常工作的，应当离休。

已经退休的干部，符合上述规定的应当改为离休。

第五条  干部离休后,原标准工资（含保留工资）照发，福利待遇不变。其他各项生活待遇，都与所在地区同级在职干部一样对待，并切实给予保证。医疗、住房、用车、生活品供应等方面，应当优先照顾。

第六条  离休干部单列编制。离休干部需要的各项经自费，由原单位支付。跨省安置的，由原单位拨交接受地区的干部、人事部门掌握支付，医疗费用由原单位负责报销；过去已由接受地区负责支付的，应当由接受地区干部、人事部门列预算支付。

1981年8月26日，中央办公厅、中央组织部《关于离休退休干部阅读文件问题的通知》（厅〔秘〕发〔1981〕36号，组通字〔81〕40号）指出：保证离休、退休干部能够与同级在职干部一样阅读文件，及时了解党的路线、方针、政策和国家的大事，这是政治上充分尊重老干部的一个重要方面，也有利于老干部继续发挥作用，搞好传帮带。
1982年2月20日，《中共中央关于建立老干部退休制度的决定》（中发〔1982〕13号）指出：正省级职务离退休年龄为65岁，副省级、厅级为60岁。“退居二线，包括当顾问和荣誉职务，不属于离休退休。”对于一切离休退休的老干部，他们的政治待遇，包括阅读文件、听重要报告、参加某些重要会议和重要政治活动等等，应当一律不变。
1982年4月10日《国务院关于发布老干部离职休养制度的几项规定的通知》（国发〔1982〕62号）规定：“第一条 对建国前参加中国共产党所领导的革命战争，脱产享受供给制度待遇的和从事地下革命工作的老干部，达到离职休养年龄的，试行离职休养的制度。 已经退休的干部，符合本规定的，应当改为离休。”老干部办理离休手续后，由国务院委托离休干部所在的省、市、自治区人民政府或中央、国家机关的部委授予“老干部离休荣誉证”，“老干部离休荣誉证”由国务院统一制定。是乘坐铁路列车、民航飞机的法定实名身份证件。 “第三条 老干部离休后基本政治待遇不变，生活待遇略为从优。一九二一年七月一日到一九四九年九月三十日各个革命时期参加革命工作的老干部，离休后原工资照发。一九三七年七月六日以前参加革命工作的老干部，按本人离休前标准工资，每年增发两个月工资，作为生活补贴。一九三七年七月七日到一九四二年十二月三十一日参加革命工作的老干部，按本人离休前标准工资，每年增发一个半月的工资，作为生活补贴。一九四三年一月一日到一九四五年九月二日参加革命工作的老干部，按本人离休前标准工资，每年增发 一个月的工资，作为生活补贴。一九四五年九月三日到一九四九年九月三十日参加革命工作的老干部，不增发生活补贴。行政八级和相当于八级以上（含八级）的老干部离休后，不增发生活补贴。享受上述待遇的离休老干部，一律不再发给任何形式的奖金。 老干部离休后的生活补贴，自批准离休之日起按年发给。 已经离休的老干部（包括退休改离休的干部），从本规定下达之日起按年发给生活补贴。”
1982年12月10日，劳动人事部《关于发布〈贯彻国务院关于老干部离职休养规定中具体问题的处理意见〉的通知》（劳人老〔1982〕10号）中指出：在举行重大庆祝会、纪念会时，邀请离休干部的代表上主席台或荣誉席就座。 
1995年，离休干部存量为199.5万人，为历史最高峰。